# Équipe de Belgique de football en 1972
Maillots
Chronologie
Saison précédente Saison suivante
L'équipe de Belgique de football participe en 1972 à sa première phase finale d'un Championnat d'Europe, qu'elle a le privilège d'organiser à partir des demi-finales entre le 14 et le 18 juin, avant d'entamer les éliminatoires de la Coupe du monde 1974.

## Objectifs
S'étant qualifiée pour la première fois pour la phase finale en trois participations sur quatre éditions du Championnat d'Europe ce qui est déjà un exploit, le premier des Belges après-guerre, il n'y a aucune réelle attente de la part de l'équipe de Belgique si ce n'est d'y faire bonne figure d'autant que la phase finale est organisée au pays.

## Résumé de la saison
Lors des éliminatoires de l'Euro 1972, les Belges sortent premiers de leur groupe, composé du Portugal, de l'Écosse et du Danemark. En quart de finale, ils sont opposés à l'Italie des Riva, Rivera, Mazzola et Zoff, tenante du titre et finaliste de l'épreuve mondiale deux ans plus tôt. Après avoir tenu le nul (0-0) au match aller à San Siro, la Belgique remporte le match retour (2-1) et se qualifie pour les demi-finales de l'épreuve, ce qui constitue le début de la phase finale. Le pays est désigné hôte de la compétition. En demi-finale, les Diables Rouges s'inclinent contre la RFA (1-2) sur un doublé de Gerd Müller. Ils remportent ensuite le match pour la troisième place face à la Hongrie (2-1). L'avant-centre Raoul Lambert est nommé dans l'équipe-type du tournoi, dont il est le seul joueur non-finaliste.

## Bilan de l'année
Les résultats sont extrêmement positifs puisque, après avoir éliminé l'Italie tenante du titre et vice-championne du monde en quarts de finale, la Belgique termine 3e de la compétition et parvient à monter sur le podium d'un grand tournoi pour la première fois depuis sa victoire aux Jeux olympiques de 1920, alors organisés eux-aussi à domicile. Le départ en éliminatoires de la Coupe du monde est très bon également avec trois victoires en quatre rencontres, même si le partage à domicile avec les Pays-Bas (0-0) pourrait déjà s'avérer décisif en faveur de ceux-ci car il semble acquis que la qualification se jouera entre les deux plats pays.

### Championnat d'Europe 1972

#### Quarts de finale
| Équipe 1    | Résultat | Équipe 2             | Aller | Retour | Appui |
| ----------- | -------- | -------------------- | ----- | ------ | ----- |
| Italie      | 1 - 2    | Belgique             | 0 - 0 | 1 - 2  |       |
| Angleterre  | 1 - 3    | Allemagne de l'Ouest | 1 - 3 | 0 - 0  |       |
| Roumanie    | 4 - 5    | Hongrie              | 1 - 1 | 2 - 2  | 1 - 2 |
| Yougoslavie | 0 - 3    | Union soviétique     | 0 - 0 | 0 - 3  |       |

#### Phase finale
|  | Demi-finales         | Demi-finales     |                      |   | Finale             | Finale             |
|  | Demi-finales         | Demi-finales     |                      |   | Finale             | Finale             |
|  |                      |                  |                      |   |                    |                    |
|  | 14 juin, Anvers      | 14 juin, Anvers  |                      |   | 18 juin, Bruxelles | 18 juin, Bruxelles |
|  | 14 juin, Anvers      | 14 juin, Anvers  |                      |   | 18 juin, Bruxelles | 18 juin, Bruxelles |
|  | Allemagne de l'Ouest | 2                |                      |   | 18 juin, Bruxelles | 18 juin, Bruxelles |
|  | Allemagne de l'Ouest | 2                |                      |   | 18 juin, Bruxelles | 18 juin, Bruxelles |
|  | Belgique             | 1                |                      |   | 18 juin, Bruxelles | 18 juin, Bruxelles |
|  | Belgique             | 1                | Allemagne de l'Ouest | 3 |                    |                    |
|  | 14 juin, Bruxelles   |                  | Allemagne de l'Ouest | 3 |                    |                    |
|  |                      | Union soviétique | 0                    |   |                    |                    |
|  | Union soviétique     | Union soviétique | 0                    | 1 |                    |                    |
|  | Union soviétique     |                  |                      | 1 |                    |                    |
|  | Hongrie              | 0                |                      |   |                    |                    |
|  | Hongrie              | 0                | 3e place             |   |                    |                    |
|  |                      |                  |                      |   |                    |                    |
|  | 17 juin, Liège       |                  |                      |   |                    |                    |
|  |                      |                  |                      |   |                    |                    |
|  | Belgique             | 2                |                      |   |                    |                    |
|  | Belgique             | 2                |                      |   |                    |                    |
|  | Hongrie              | 1                |                      |   |                    |                    |
|  | Hongrie              | 1                |                      |   |                    |                    |

## Les matchs
| Championnat d'Europe 1972 Quarts de finale                     | Italie                        | 0 - 0   | Belgique | Stade San Siro Milan, Italie                   |                                                |
| 29 avril 1972 · 15:30 heure locale · Historique des rencontres |                               | (0 – 0) |          | Spectateurs : 63 549 Arbitrage : Petar Nikolov | Spectateurs : 63 549 Arbitrage : Petar Nikolov |
| 29 avril 1972 · 15:30 heure locale · Historique des rencontres | Rapport (UEFA) Rapport (RBFA) |         |          | Spectateurs : 63 549 Arbitrage : Petar Nikolov | Spectateurs : 63 549 Arbitrage : Petar Nikolov |

Note : Raymond Goethals fut renvoyé de son banc par l'arbitre à la 70e minute.
| Championnat d'Europe 1972 Quarts de finale                   | Belgique                      | 2 - 1   | Italie          | Stade Emile Versé Anderlecht, Belgique         |                                                |
| 13 mai 1972 · 20:00 heure locale · Historique des rencontres | Van Moer 23e · Van Himst 71e  | (1 – 0) | Riva 86e (pen.) | Spectateurs : 26 561 Arbitrage : Paul Schiller | Spectateurs : 26 561 Arbitrage : Paul Schiller |
| 13 mai 1972 · 20:00 heure locale · Historique des rencontres | Rapport (UEFA) Rapport (RBFA) |         |                 | Spectateurs : 26 561 Arbitrage : Paul Schiller | Spectateurs : 26 561 Arbitrage : Paul Schiller |

| Coupe du monde 1974 Éliminatoires - Groupe 3                 | Belgique                                                 | 4 - 0   | Islande | Stade Maurice Dufrasne Liège, Belgique             |                                                    |
| 18 mai 1972 · 20:00 heure locale · Historique des rencontres | Van Himst 13e · Polleunis 34e 58e · Gunnarsson 87e (csc) | (2 – 0) |         | Spectateurs : 6 257 Arbitrage : Kaj Rasmussen (hu) | Spectateurs : 6 257 Arbitrage : Kaj Rasmussen (hu) |
| 18 mai 1972 · 20:00 heure locale · Historique des rencontres | Rapport (RBFA) Rapport                                   |         |         | Spectateurs : 6 257 Arbitrage : Kaj Rasmussen (hu) | Spectateurs : 6 257 Arbitrage : Kaj Rasmussen (hu) |

| Coupe du monde 1974 Éliminatoires - Groupe 3                 | Islande                | 0 - 4   | Belgique                                                 | Stade Albert Dyserynck Bruges, Belgique        |                                                |
| 22 mai 1972 · 20:00 heure locale · Historique des rencontres |                        | (0 – 2) | Janssens 29e · Lambert 32e (pen.) 52e (pen.) · Dockx 59e | Spectateurs : 10 508 Arbitrage : Dominic Byrne | Spectateurs : 10 508 Arbitrage : Dominic Byrne |
| 22 mai 1972 · 20:00 heure locale · Historique des rencontres | Rapport (RBFA) Rapport |         |                                                          | Spectateurs : 10 508 Arbitrage : Dominic Byrne | Spectateurs : 10 508 Arbitrage : Dominic Byrne |

Note : Le match fut joué en Belgique, la fédération d'Islande de football (KSI) ayant décidé lors de la réunion de calendrier du 19 octobre 1971 de disputer toutes ses rencontres à l'extérieur pour des raisons financières.
| Championnat d'Europe 1972 Demi-finales                        | Belgique                      | 1 - 2   | Allemagne de l'Ouest | Bosuilstadion Deurne, Belgique                         |                                                        |
| 14 juin 1972 · 20:00 heure locale · Historique des rencontres | Polleunis 83e                 | (0 – 1) | Müller 24e 71e       | Spectateurs : 55 669 Arbitrage : William Joseph Mullan | Spectateurs : 55 669 Arbitrage : William Joseph Mullan |
| 14 juin 1972 · 20:00 heure locale · Historique des rencontres | Rapport (UEFA) Rapport (RBFA) |         |                      | Spectateurs : 55 669 Arbitrage : William Joseph Mullan | Spectateurs : 55 669 Arbitrage : William Joseph Mullan |

| Championnat d'Europe 1972 Match pour la troisième place       | Hongrie                       | 1 - 2   | Belgique                    | Stade Maurice Dufrasne Liège, Belgique              |                                                     |
| 17 juin 1972 · 20:00 heure locale · Historique des rencontres | Kű 53e (pen.)                 | (0 – 2) | Lambert 24e · Van Himst 28e | Spectateurs : 6 184 Arbitrage : Johan Einar Boström | Spectateurs : 6 184 Arbitrage : Johan Einar Boström |
| 17 juin 1972 · 20:00 heure locale · Historique des rencontres | Rapport (UEFA) Rapport (RBFA) |         |                             | Spectateurs : 6 184 Arbitrage : Johan Einar Boström | Spectateurs : 6 184 Arbitrage : Johan Einar Boström |

| Coupe du monde 1974 Éliminatoires - Groupe 3                    | Norvège                | 0 - 2   | Belgique                         | Ullevaal Stadion Oslo, Norvège                         |                                                        |
| 4 octobre 1972 · 19:00 heure locale · Historique des rencontres |                        | (0 – 0) | Dolmans 60e (pen.) · Lambert 64e | Spectateurs : 10 141 Arbitrage : William Joseph Mullan | Spectateurs : 10 141 Arbitrage : William Joseph Mullan |
| 4 octobre 1972 · 19:00 heure locale · Historique des rencontres | Rapport (RBFA) Rapport |         |                                  | Spectateurs : 10 141 Arbitrage : William Joseph Mullan | Spectateurs : 10 141 Arbitrage : William Joseph Mullan |

Note : Première rencontre officielle entre les deux nations.
| Coupe du monde 1974 Éliminatoires - Groupe 3                      | Belgique               | 0 - 0   | Pays-Bas | Bosuilstadion Deurne, Belgique                     |                                                    |
| 19 novembre 1972 · 20:00 heure locale · Historique des rencontres |                        | (0 – 0) |          | Spectateurs : 54 293 Arbitrage : Keith Walker (en) | Spectateurs : 54 293 Arbitrage : Keith Walker (en) |
| 19 novembre 1972 · 20:00 heure locale · Historique des rencontres | Rapport (RBFA) Rapport |         |          | Spectateurs : 54 293 Arbitrage : Keith Walker (en) | Spectateurs : 54 293 Arbitrage : Keith Walker (en) |

## Les joueurs
| Joueurs           | Joueurs           | QCE 1972 | QCE 1972 | QCM 1974 | QCM 1974 | CE 1972 | CE 1972 | QCM 1974 | QCM 1974 |
| ----------------- | ----------------- | -------- | -------- | -------- | -------- | ------- | ------- | -------- | -------- |
| Gardiens de but   |                   |          |          |          |          |         |         |          |          |
| Christian Piot    | Standard de Liège | 90       | 90 71e   | 90       | 90       | 90      | 90      | 90       | 90       |
| Luc Sanders       | RFC Brugeois      | r        | r        | r        | r        | r       | r       | r        | r        |
| Défenseurs        |                   |          |          |          |          |         |         |          |          |
| Georges Heylens   | RSC Anderlechtois | 90       | 90       | 90       | 90       | 90      | 90      | 90       | 90       |
| Erwin Vandendaele | RFC Brugeois      | 90       | 90       | 90       | 90       | 90 17e  | 90      | 90       | 90       |
| Jean Thissen      | Standard de Liège | 90       | 90       | 90       | 90       | 90      | 90      | 90       | 90       |
| Léon Dolmans      | Standard de Liège | 53e      | 90       | 90       | r        | 90      | 90      | 87e      | r        |
| Gilbert Van Binst | RSC Anderlechtois | r        | r        | r        | r        | r       | r       | r        |          |
| Nico Dewalque     | Standard de Liège |          |          |          |          |         |         |          | 90       |
| Milieux           |                   |          |          |          |          |         |         |          |          |
| Maurice Martens   | R Racing White    | 53e      |          |          |          | 70e     | r       | 87e      | 90       |
| Wilfried Van Moer | Standard de Liège | 90 64e   | 46e      |          |          |         |         |          | 80e      |
| Jan Verheyen      | RSC Anderlechtois | 90       | 90       | 90       | 90       | 90      | 90      | 90       | 80e      |
| Jean Dockx        | RSC Anderlechtois | 90       | 90       | 90       | 90       | 90      | 90      | 90       | 90       |
| Léon Semmeling    | Standard de Liège | 90       | 90       | 90       | r        | 90      | 90      | 90       | 90       |
| Odilon Polleunis  | K Saint-Trond VV  | r        | 46e      | 90       | 90       | 70e     | 90      | 90       | r        |
| Attaquants        |                   |          |          |          |          |         |         |          |          |
| Paul Van Himst    | RSC Anderlechtois | 90       | 90       | 90       | 90       | 90      | 90      | 90       | 90 58e   |
| Raoul Lambert     | RFC Brugeois      | 90       | 90       | 46e      | 90       | 90      | 90      | 76e      | r        |
| Jacques Teugels   | R Racing White    | r        | r        | 46e      | r        | r       | r       | 76e      | r        |
| Frans Janssens    | K Lierse SK       |          | r        | r        | 90       |         | r       |          |          |
| Johny Thio        | RFC Brugeois      |          |          |          | 90       | r       |         | r        |          |
| Johan Devrindt    | RFC Brugeois      |          |          |          |          |         |         |          | 90       |

Un « r » indique un joueur qui était parmi les remplaçants mais qui n'est pas monté au jeu.
1. 1 2  Premier but officiel pour le joueur.
2. ↑  Dernière sélection officielle pour le joueur.

## Aspects socio-économiques

### Couverture médiatique
| Jour de diffusion | Match                           | Compétition          | Diffuseur francophone | Diffuseur néerlandophone |
| ----------------- | ------------------------------- | -------------------- | --------------------- | ------------------------ |
| 29 avril 1972     | Italie - Belgique               | Championnat d'Europe | RTB                   | BRT                      |
| 13 mai 1972       | Belgique - Italie               | Championnat d'Europe | RTB                   | non diffusé              |
| 18 mai 1972       | Belgique - Islande              | Coupe du monde       | non diffusé           | non diffusé              |
| 22 mai 1972       | Islande - Belgique              | Coupe du monde       | non diffusé           | non diffusé              |
| 14 juin 1972      | Belgique - Allemagne de l’Ouest | Championnat d'Europe | RTB                   | non diffusé              |
| 17 juin 1972      | Hongrie - Belgique              | Championnat d'Europe | RTB                   | BRT                      |
| 4 octobre 1972    | Norvège - Belgique              | Coupe du monde       | RTB                   | BRT                      |
| 19 novembre 1972  | Belgique - Pays-Bas             | Coupe du monde       | non diffusé           | non diffusé              |

Source : Programme TV dans Gazet van Antwerpen.

## Sources

### Archives
1. ↑  (nl) « Concentra online archief », sur krantenarchief.concentra.be, Mediahuis.